# ドラゴン・ワールド
『ドラゴン・ワールド』（英語: Dragonworld）は、1994年に公開されたテッド・ニコラウによるアメリカ合衆国/スコットランド/イギリス/ルーマニア/のアドベンチャー・SF・ファンタジー映画作品。 日本では、1995年3月25日にCIC･ビクタービデオからオリジナルビデオとしてリリースされた。

## キャスト
※括弧内は日本語吹き替え
- ジョニー・マッゴーワン - アラステア・マッケンジー（石田彰）
- 幼い頃のジョニー - コートランド・ミード（こおろぎさとみ）
- ベス・アームストロング - ブリトニー・パウエル（岡村明美）
- ボブ・アームストロング - ジョン・カルヴィン（小島敏彦）
- ブラウニー・マッギー - ジム・ダンク（稲葉実）
- レスター・マッキンタイア - ジョン・ウッドヴァイン（大木民夫）
- コズグローブ夫人 - ライラ・ケイ（巴菁子）
- アンガス・マッゴーワン - アンドリュー・キア（伊井篤史）
- トウィッティングハム嬢 - ジャネット・ヘンフリー（菅谷政子）
- 駅員 - スチュアート・キャンベル（小関一）

## スタッフ
- 監督/脚本：テッド・ニコラウ
- 音楽：リチャード・バンド
- 特撮：ジム・ダンフォース
- 製作総指揮：チャールズ・バンド